# Stocznia Modlińska

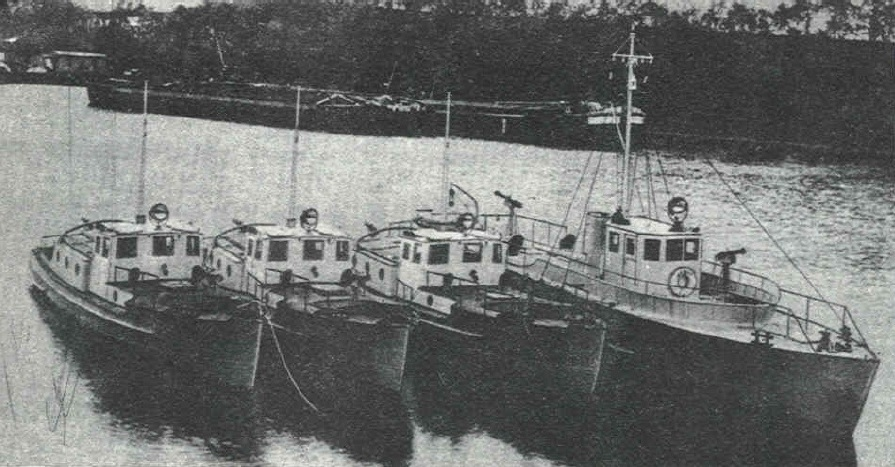
Patrouilleurs du chantier naval Modlin

Le Stocznia Modlińska était un chantier naval fluvial polonais situé à Modlin, qui a existé de 1928 jusqu’à la Seconde Guerre mondiale. Il est devenu connu pour la construction de navires pour la marine polonaise dans les années 1930.

## Historique
Le chantier naval a été construit dans le port fluvial de Narev de la forteresse de Modlin pendant la domination russe au milieu du XIXe siècle. Il a d’abord servi d’atelier de réparation pour les navires de la forteresse. Le port et le chantier naval n’étaient qu’à quelques mètres de la confluence des rivières Narew et Vistule, à environ 30 kilomètres au nord-ouest de Varsovie et à environ 300 kilomètres de la mer Baltique.
Après avoir le retour à l’indépendance de la Pologne en 1918, les premières unités de la marine polonaise ont été formées à Modlin, dont le port est devenu le premier port de guerre de la marine. Un atelier de réparation de navires existait déjà depuis un certain temps et les capacités d’approvisionnement de la forteresse par bateau ont été progressivement étendues. Le chantier naval a servi de base aux forces armées. Non seulement des réparations, mais aussi des conversions y ont été effectuées. Par exemple, la marine avait reçu l’ancien bateau allemand M-52, qu’elle avait converti en navire de soutien à la plongée ORP Nurek à Modlin en 1922. Ce n’est qu’en 1936 qu’il est remplacé par le nouvel ORP Nurek du même nom et retiré de la liste des navires de guerre le 1er décembre 1936,. En 1926, le chantier naval construit pour le ministère des Transports polonais un ferry, bateau à roues à aubes d’environ 180 tonnes et d’une longueur de 27 mètres

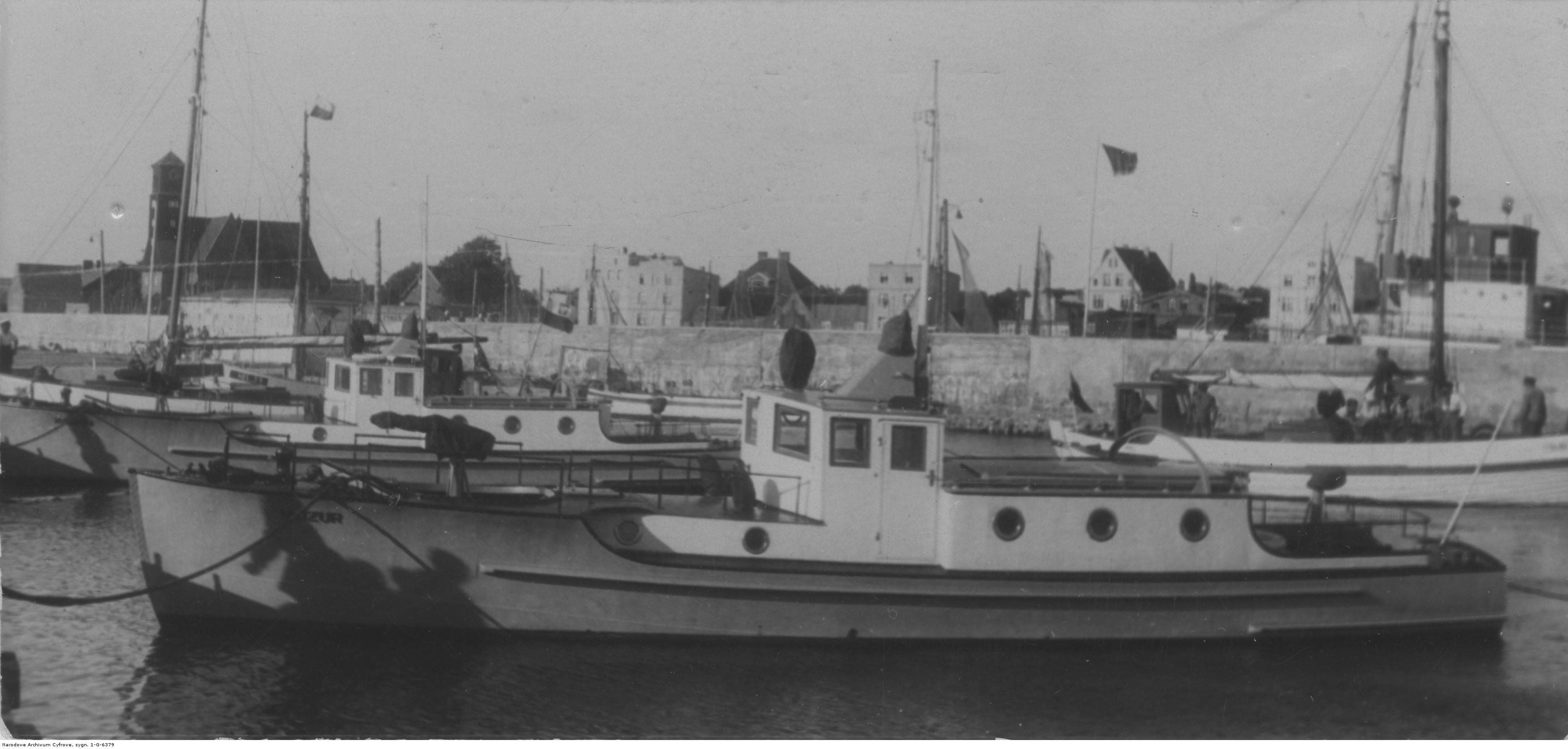
Patrouilleur Mazur

Le chantier naval a reçu un coup de pouce significatif en 1928. Après le transfert des unités de la flottille navale à Pinsk le 1er mars 1928, le port naval de Modlin a été dissous, l’ancien atelier central a été transformé en Stocznia Modlińska, le chantier de Modlin et la société d’État Państwowe Zakłady Inżynierii (PZInż) formée le même mois. Celui-ci a été formé le 19 mars 1928 à partir de plusieurs usines et instituts d’État et il est devenu le plus important fabricant de véhicules militaires et civils en Pologne. Le chantier de Modlin reste le seul chantier naval du groupe,.

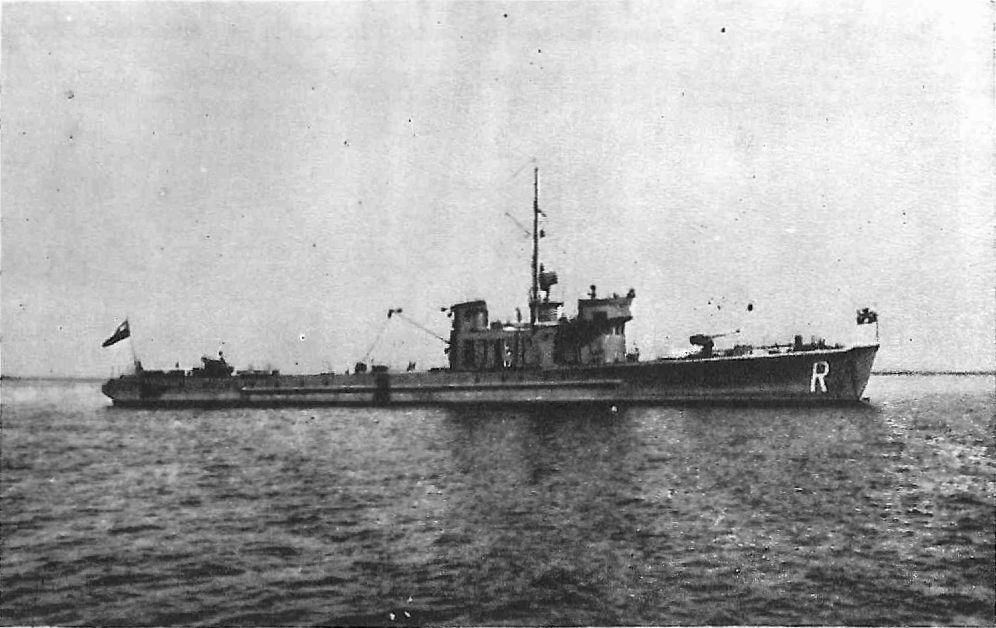
Dragueur de mines ORP Rybitwa

Le chantier naval a construit des barges et quelques petits navires de mer. Pour la propulsion des navires, des moteurs de différents fabricants ont été achetés, pour construire sous licence Ursus des moteurs Nohab-Motoren, Kermath, Beardmore ou Maybach. Les informations sur l’histoire du chantier naval ne sont que partielles : alors que les données sur les constructions navales pour les douanes polonaises et la marine polonaise sont bien conservées, seuls des documents photographiques et uniquement des informations isolées sur l’histoire de l’entreprise sont disponibles pour les réparations civiles ou les nouvelles commandes de construction. Pour la marine polonaise, le chantier naval est devenu d’une importance particulière, car après la construction des quatre patrouilleurs Mazur, Kaszub, Ślązak et du Batory légèrement plus grand pour les garde-côtes polonais en 1932, la marine polonaise a approché le chantier naval.
Compte tenu de la crise économique mondiale, la marine avait l’intention de construire quatre nouveaux dragueurs de mines en Pologne pour remplacer les quatre anciens dragueurs de mines allemands Czajka (ex-FM 2), Jaskółka (ex-FM 27), Mewa (ex-FM 28) et Rybitwa (ex-FM 31). Étant donné que le chantier naval de Modlin abritait les ingénieurs en construction navale les plus expérimentés du pays, il a été chargé de fournir la conception de la nouvelle classe Jaskółka et (du moins à l’origine) de construire tous les bateaux. Cependant, comme le chantier naval n’avait pas la capacité de construire quatre dragueurs de mines en même temps, les commandes et les plans de construction de deux des navires ont été transmis aux Chantier naval de la marine polonaise de Gdynia. En 1935, il livre les deux dragueurs de mines Rybitwa et Czajka. Un an plus tôt, le chantier naval avait construit le monitor fluvial Nieuchwytny Avant le début de la guerre, il livre à la Marine en juin 1939 le navire cuirassé KU-30

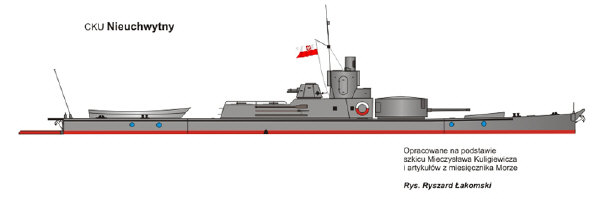
Monitor ORP Nieuchwytny

Au cours de ces années, le chantier naval était devenu le plus grand chantier naval intérieur du pays et le plus grand employeur de Modlin. Dans les années 1930, plus de 1 000 employés y travaillaient, un nombre d’employés qui indique plus que de simples contrats navals .

## Seconde Guerre mondiale et fin du chantier naval
Pendant la Seconde Guerre mondiale, la puissance occupante allemande a continué à utiliser le chantier naval jusqu’à la fin de 1944, sans qu’on dispose de détails sur les activités, les réparations navales ou les nouveaux bâtiments construits. L’utilisation est également documentée par la biographie de Stanisław Sołdek, homonyme du premier navire construit en Pologne après la Seconde Guerre mondiale, le Sołdek. Il travaille à Stocznia Modlińska de 1931 à 1940. Après que la flottille soviétique du Dniepr, temporairement stationnée là en mars 1945, eut déménagé, il s’est avéré que l’équipement du chantier naval avait été retiré. Le chantier naval n’a pas repris ses activités par la suite